# جیمی دیویس
جیمی دیویس (انگلیسی: Jimmie Davis; ۱۱ سپتامبر ۱۸۹۹ – ۵ نوامبر ۲۰۰۰) یک خواننده-ترانه‌سرا، آهنگساز و خواننده اهل ایالات متحده آمریکا بود.